# Шивцов, Сергей Иванович
Серге́й Ива́нович Шивцо́в (3 октября 1874 — 17 марта 1915) — из ст. Воздвиженской 1-го ВО ОКВ, единственный сын войскового старшины Шивцова Иван Ильича.

## Служба
Окончил Оренбургский Неплюевский кадетский корпус и Николаевское кавалерийское училище по 1 разряду. На службе с 29.08.1893. Хорунжий (с 12.08.1895 со ст. с 08.08.1894). Сотник (с 01.07.1899 со ст. с 08.08.1898). Подъесаул (с 01.07.1903 со ст. с 08.08.1902). Есаул (за отл., с 06.06.1906 со ст. с 20.11.1905). Служба: в 4-м Сибирский Казачий Полк (1904-1906), Участник Русско-японской войны. В 14-м Оренбургском казачьем полку (1906). Уволен на льготу в связи с расформированием полка (09.09.1906). В 1-м Оренбургском казачьем полку (1908-1910, с 11.01.1914). Командир сотни 1-го Оренбургского казачьего полка (1914). Тяжело ранен в грудь навылет (08.1914). Не вполне выздоровев и едва владея правой рукой, вернулся на фронт в свой полк. Командир 1 сотни. Вторично ранен.

## Гибель
Получил смертельное ранение в живот навылет в бою при атаке у д. Малинцы (р-н Хотина) и ум. через 18 ч. «Есаул Шивцов, воодушевляя казаков, пробегал все время вдоль цепи и был ранен двумя пулями — в живот и руку. Терпя страшные мучения, продолжал подбадривать казаков, а когда повезли его на перевязочный пункт, он, видя несущихся в бой мимо него гусар, запел Боже, Царя храни!».

## Награды
- Орден Святой Анны IV степени с надп. «За храбрость»(1905)
- Орден Святого Станислава III степени  с мечами и бантом (1906)
- Орден Святой Анны III степени с мечами и бантом (1906)
- Орден Святого Станислава II степени (1914 - 1915)
- Орден Святой Анны II степени с мечами (1912, за отл. строевую службу в мирное время)
- Орден Святого Георгия IV-й степени.
- II приз — сер. подстаканник, ложка и стакан стоимостью 75 руб. за скачку в присутствии Наследника цесаревича Николая Александровича[1]. (09.1891)

14 июня 1915 года награждён посмертно орденом св. Георгия 4-й степени (№ 157 по кавалерскому списку Судравского и № 185 по списку Григоровича — Степанова)
За то , что в бою 17 марта 1915 года при д. Малинцы, при атаке укрепленной позиции, первый ворвался в неприятельские окопы, увлек своим примером казаков своей сотни и выбил противника из трех рядов окопов.
 Остались вдова и две дочери, 3 и 5 лет.

## Звания
- хорунжий (1894)
- подъесаул (1902)
- есаул (1905)